# Nathan Decron
Pas d'image ? Cliquez ici

a Compétitions nationales et continentales officielles uniquement.

b Matchs officiels uniquement.
Dernière mise à jour le 1 avril 2025.
Nathan Decron, né le 17 février 1998 à Nérac (Lot-et-Garonne), est un joueur français de rugby à XV évoluant au poste de centre avec la Section paloise.
Il remporte le championnat d'Europe en 2015 avec l'équipe de France de rugby à XV des moins de 18 ans.

## Carrière

### Jeunesse et formation
Nathan Decron naît le 17 février 1998 à Nérac. Il commence le rugby à XV en 2007 avec l'école de rugby de l'US Nérac. En 2013, il rejoint le centre de formation du SU Agen, et se révèle en équipe première à partir de 2016. En 2017, il quitte le Lot-et-Garonne pour rejoindre la Gironde, signant un contrat espoir de trois ans avec l'Union Bordeaux Bègles. Barré par la concurrence et freiné par les blessures, Nathan Decron retourne au SU Agen en 2019.

### En club

#### Débuts au SU Agen
Nathan Decron commence sa carrière professionnelle lors de la saison 2016-2017 de Pro D2, participant à cinq rencontres de championnat. Il dispute sa première rencontre au Stade montois rugby au stade André-et-Guy-Boniface.

#### Union Bordeaux Bègles
Durant la saison 2018-2019, il fait six apparitions avec l'équipe professionnelle de l'Union Bordeaux Bègles, cinq en Top 14 et une en Challenge européen. Une blessure au genou lors de la troisième journée du championnat de France Espoirs contre le SU Agen le contraint à l'absence lors de la saison suivante, et une longue rééducation au CERS de Capbreton.

#### Retour au SU Agen
Il est prêté au SU Agen par l'UBB pour la saison 2019-2020. En février 2020, il signe son premier contrat professionnel avec le club lot-et-garonnais jusqu'en 2022. En décembre 2020, il est nommé capitaine de l'équipe pour défier le CA Brive. Il vit la saison cauchemardesque 2020-2021 des agenais, conclue par aucune victoire en championnat.

#### Nouveau départ à la Section paloise
Durant l'intersaison, il rejoint la Section paloise à partir de la saison 2021-2022. Il y retrouve son meilleur ami Clément Laporte. Après un excellent début de saison, il se blesse au dos à l'entraînement et souffre d'une hernie discale en janvier 2022. En raison d'une compression, Nathan Decron doit alors faire face à des complications nerveuses qui ont affecté son mollet gauche, l'empêchant d'exercer une force ou de s'appuyer correctement. Malgré un nouveau séjour au CERS de Capbreton, il a éprouvé des difficultés lors de la course, avec des symptômes tels que le pied plat après une courte distance. Les électromyogrammes ont révélé un déficit nerveux initial de 70 %, réduit à 50 % après 6 mois, mais persistant malgré des progrès notables. Decron manque onze mois de compétition.
C'est au cours de la saison suivante (2022-2023) que Nathan Decron effectue son retour sur le terrain en décembre 2022, lors du match contre les Dragons RFC en Challenge Cup. Au total, il participe à 7 matchs de Top 14 et à 3 matchs de la Challenge européen.
Deux saisons après cette série de blessures, Nathan Decron s'est pleinement rétabli et a retrouvé son niveau physique optimal, même s'il souffre encore de déficits nerveux aujourd’hui qu’il a fallu compenser musculairement. Ainsi, lors de la saison 2023-2024, Nathan Decron forme une paire de centres complémentaires avec Émilien Gailleton. Son jeu s'est enrichi tant sur le plan technique que tactique, que ce soit en attaque ou en défense. Il a su élargir ses responsabilités sur le terrain, devenant ainsi un joueur clé indispensable au jeu de son équipe. Cette progression lui a valu une prolongation de contrat de trois saisons.[non neutre]

### En équipe nationale
Nathan Decron remporte le titre de champion d'Europe à Toulouse en 2015, face à la Géorgie sur le score de 57 à 0. Cette large victoire a vu la France inscrire 9 essais, dont 2 de Nathan Decron, qui était alors surclassé.
Nathan Decron participe avec l'équipe de France des moins de 20 ans à la Coupe du monde des moins de 20 ans en Géorgie en 2017. La même année, il participe au Tournoi des Six Nations des moins de 20 ans.
En janvier 2021, il participe au stage de préparation du Tournoi des Six Nations 2021 à Nice avec le XV de France en tant que partenaire d'entraînement.